# あなたへ〜旅立ちに寄せるメッセージ〜
- あなたへ〜旅立ちに寄せるメッセージ〜
- あなたへ－旅立ちに寄せるメッセージ
- あなたへ－旅立ちに寄せるメッセージ／時の女神

『あなたへ～旅立ちに寄せるメッセージ～』（あなたへ たびたちによせるメッセージ）は筒井雅子が作詞・作曲の合唱曲。『混声の為の合唱組曲  時の女神（ヴィーナス）』収録曲の7番目のエピローグである。
原曲は、混声四部のドッペルコール(二重合唱)。ほかに、同声二部合唱、女声三部合唱、混声三部合唱版がある。

## 概要
小学校教諭である筒井が、卒業生に対して贈ったものであり、最初は1番のみが作られた。
混声四部合唱版と混声三部合唱版では、調が違う。
前半は語りかけるような歌で、後半はシンコペーションのリズムが使われている。

## 編曲
- 宮川成治による、吹奏楽と混声三部合唱用編曲[4]。